# Кагью
Кагью (тиб. བཀའ་བརྒྱུད་ bka' brgyud) — одна из четырёх школ тибетского буддизма, йогическая традиция (Шесть Йог Наропы), традиция «красных шапок».
Школа Кагью известна также как линия передачи Дакинь и линия прямой передачи «шёпотом на ухо» — то есть устной передачи опыта. В Кагью большой упор делается на практике и получении опыта, нежели на изучении философии и теории, заучивании текстов наизусть, участии в дебатах — это важное отличие от других школ тибетского буддизма Ваджраяны. Традиция Кагью является продолжением древней традиции Кусулипов (школы достижения просветления через медитацию) и древней буддийской школы Сватантрика-Мадхьямика, где основным принципом постижения реальности является эмпирический опыт (опыт медитации, ретритной практики, практики йоги, опыт прямого постижения), а не философия или углубление в софистику.
Кагью — это традиция тантрического буддизма, её основу заложили такие древние индийские йоги как Тилопа и Наропа.

## Происхождение
Линия Кагью произошла от великого йогина Тилопы (988—1089), который жил в Северной Индии. Тилопа получил четыре особые передачи (тиб. བཀའ་བབས་བཞི་ bka' babs bzhi) и в совершенстве овладел ими. Именно поэтому название «Кагью» иногда интерпретируется как сокращение от «кабаб жии гью па» (тиб. བཀའ་བབས་བཞིའི་བརྒྱུད་པ་ bka' babs bzhi’i brgyud pa) — «Линия четырёх передач».
Несмотря на то, что имеют место некоторые расхождения в исторических источниках относительно того, какие мастера связаны с той или иной из четырёх передач, большинство соглашаются с тем, что первая из четырёх исходила от Нагарджуны и состояла из двух тантр, «Сангва Дюпа Тантры» (санскр. Гухьясамаджа) и «Денши Тантры». Она также включает в себя практики, называемые «Иллюзорное Тело» (тиб. སྒྱུ་ལུས་ sgyu-lus) и «Перенос Сознания» (тиб. འཕོ་བ་ 'pho-ba).
Вторая особая передача пришла от Накпопы и включала тантру под названием «Гьюма Ченмо» (санскр. Махамая), а также практику «Осознанного Сна» (тиб. རྨི་ལམ་ rmi-lam).
Третья особая передача пришла от Лавапы. Она включает в себя «Демчок Тантру» (санскр. Чакрасамвара) и практику «Ясного Света» (тиб. འོད་གསལ་ 'od-gsal).
Четвёртую передала Кхандро Калпа Зангмо, и она включает тантру, известную как «Гьепа Дордже» (санскр. Хеваджра) и практику «Внутреннего Тепла» («Туммо») (тиб. གཏུམ་མོ་ gtum mo).
Эти учения Тилопа передал Наропе (1016—1100) и они были систематизированы как Шесть Йог Наропы, которые считаются одним из центральных учений в школе Кагью. Наропа передал свои знания Марпе (1012—1097), великому переводчику, который трижды приезжал из Тибета в Индию за наставлениями, и, вернувшись впоследствии в Тибет, распространил учения Дхармы там.
Его ученик, Миларепа (тиб. མི་ལ་རས་པ་ mi la ras pa) (1052—1135), стал одним из величайших йогинов Тибета. Посредством настойчивости в практике Махамудры и Шести Йог Наропы, он обрёл глубокую реализацию абсолютной природы реальности. Основными учениками йогина Джецуна Миларепы стали: Речунгпа и Гампопа.
Речунгпа стал йогином и, подобно Миларепе, он жил уединённо и не стремился к признанию и славе, укрепив на века передачу йогической традиции (Шесть Йог Наропы, Йога Одного Вкуса и т. д.) во всех школах Кагью, а Гампопа стал учёным, укрепив на века передачу текстов и учений традиции Кагью (Махамудра, Нгонгдро и др.).
Передачу Миларепы впоследствии продолжил Гампопа (тиб. སྒམ་པོ་པ་ sgam po pa) (1079—1153), врач из Дагпо. Он проходил обучение в традиции Кадампа, которая является постепенным путём, включающим так называемые учения Ламрим. Он также достиг реализации абсолютной реальности под руководством Миларепы, основывал монастыри, преподавал и обрёл много учеников. Четверо из его учеников основали четыре основные школы Кагью.
Полную же передачу Махамудры от Гампопы получил именно первый Кармапа, Дюсум Кхьенпа. Восемь меньших линий Кагью основали последователи Пхагдру Дордже Гьялпо (более известного как Пхагмодрупа) — другого ученика Гампопы.
Различные линии Кагью не считаются бо́льшими или меньшими с точки зрения содержащихся в них учений, в этом отношении они равны.
Четыре Великие линии названы так потому, что они происходят от самого Гампопы, в то время как Восемь Малых линий идут от более поздних поколений мастеров. В наше время из Четырёх Великих линий Кагью, только Карма Кагью остаётся распространённой. Из Восьми Малых — только Таклунг Кагью, Друкпа Кагью и Дрикунг Кагью всё ещё существуют независимо.
В рамках каждой линии можно различить несколько передач. Тем не менее, у всех основных буддийских традиций в Тибете есть линия Обетов Пратимокши (индивидуального освобождения) и линия Обетов Бодхисаттвы.

## «Четыре Великие» школы Кагью
- Баром Кагью, основана Баром Дхарма Вангчуком
- Карма Кагью, так же известная как Камцанг Кагью, основана Дюсум Кхьенпой, впоследствии названным Первым Кармапой.
- Цалпа Кагью[нем.], основана Шанг Цалпа Цонгдру Драг (1121—1193)
- Пагдру Кагью[англ.], основана Пагдру Дордже Гьялпо

## «Восемь Малых» школ Кагью — подшколПагдру Кагью
- Дрикунг Кагью
- Шугсеб Кагью[нем.]
- Топу Кагью[нем.]
- Таклунг Кагью[англ.]
- Марцанг Кагью[нем.]
- Язанг Кагью[нем.]
- Йелпа Кагью[нем.]
- Лингре Кагью

### Отдельные линии
- Друкпа Кагью, преобладающая в Бутане, в Индии: Ладакхе, Занскаре и других гималайских королевствах.
  - Бара Кагью[нем.]

## Другие отдельные линии
- Шангпа Кагью
- Нгог Кагью[нем.]

## Жизнеописания
- Золотая Гирлянда Ранние учителя Кагью в Индии и Тибете (недоступная ссылка)
- Mar-pa Chos-kyi bLo-gros. The life of Mahasiddha Tilopa. New Delhi 1995
- Hervert V. Guenter. The life and teaching of Naropa. Shambala 1995
- Tsang Nyön Heruka. The life of Marpha, the Translator. Shambala 1995
- Речунг. Великий йог Тибета Миларепа. Самара 1994.
- Jampa Mackenzie Stewart. The life of Gampopa. Snow Lion, 1995
- Пауль Вайбль. Речунгпа, луноподобный ученик Миларепы